# ميغان راث
ميغان راث (بالإنجليزية: Meaghan Rath)‏ وهي ممثلة أفلام و تلفزيون كندية ولدت في يوم 18 يونيو 1986 في مدينة مونتريال في كيبك في كندا بدأت بالتمثيل في مُسلسل 15 / حب ومثلت دور سالي مالك في مسلسل كونك إنسان.

## حياتها
ولدت في مدينة مونتريال في كيبك وتعلمت السينما و الاتصالات في كلية داوسون، راث هي من أصل نمساوي إنجليزي من ناحية الأب ومن أصل هندي من ناحية الأُم ولديها أخ أصغر منها وهو جيسي راث وهو أيضاً ممثل.

## روابط خارجية
- ميغان راث على موقع IMDb (الإنجليزية)
- ميغان راث على موقع ألو سيني (الفرنسية)
- ميغان راث على موقع أول موفي (الإنجليزية)
- ميغان راث على موقع قاعدة بيانات الفيلم (الإنجليزية)
- ميغان راث على موقع كينوبويسك (الروسية)